# Branchiostegus
Branchiostegus is een geslacht van straalvinnige vissen uit de familie van de tegelvissen (Malacanthidae). Het geslacht werd voor het eerst wetenschappelijk beschreven in 1815 door Constantine Samuel Rafinesque-Schmaltz.

## Soorten
- Branchiostegus albus Dooley, 1978
- Branchiostegus argentatus (Cuvier, 1830)
- Branchiostegus auratus (Kishinouye, 1907)
- Branchiostegus australiensis Dooley & Kailola, 1988
- Branchiostegus doliatus (Cuvier, 1830)
- Branchiostegus gloerfelti Dooley & Kailola, 1988
- Branchiostegus hedlandensis Dooley & Kailola, 1988
- Branchiostegus ilocanus Herre, 1928
- Branchiostegus japonicus (Houttuyn, 1782)
- Branchiostegus paxtoni Dooley & Kailola, 1988
- Branchiostegus saitoi Dooley & Iwatsuki, 2012
- Branchiostegus sawakinensis Amirthalingam, 1969
- Branchiostegus semifasciatus (Norman, 1931)
- Branchiostegus serratus Dooley & Paxton, 1975
- Branchiostegus vittatus Herre, 1926
- Branchiostegus wardi Whitley, 1932